# The Metal Observer
The Metal Observer er et online magasin, der specialiserer sig i heavy metal musik. Hjemmesiden blev oprettet i Alberta, Canada. Det er i dag en af de længest varende metal-hjemmesider, og anses for  at være en af de top internationale online metal ressourcer.

## Fodnoter
1. ↑  "Western Canada's First-Ever WHIPLASH OPEN-AIR FESTIVAL Scheduled For September". Blabbermouth.net. 2005-06-12. Hentet 2008-05-31.{{cite web}}:  CS1-vedligeholdelse: url-status (link)
2. ↑  "ANATA Podcast To Air This Week At THE METAL OBSERVER". Blabbermouth.net. 2006-10-20. Hentet 2008-05-31.{{cite web}}:  CS1-vedligeholdelse: url-status (link)